# پگاه‌چهره
پگاه‌چهره (نام علمی: Eosimops) نام یک سرده از فروراسته دوسگ‌دندان است.